# Hochschulforschung
Hochschulforschung ist Forschung über Hochschulen. Sie ist ein junges Forschungsgebiet, das sich als gegenstands- und praxisbezogen definieren lässt. Trotz des Gegenstandbezugs auf die Institution Hochschule haben sich eigene Methoden, Ansätze, Fragen- und Problemstellungen entwickelt.
Hochschulforschung wird interdisziplinär betrieben, beteiligt sind unter anderem Soziologen, Juristen, Historiker, Betriebs- und Volkswirte, Sozialwirte, Politikwissenschaftler, Verwaltungswissenschaftler, Pädagogen und Hochschuldidaktiker. Daneben findet man auch Ingenieure, Philosophen, Literaturwissenschaftler, Geographen und andere.

## Thematische Bereiche der Hochschulforschung
Aufgrund des Gegenstandsbezugs der Hochschulforschung ist die Bandbreite der Themen sehr groß. Verschiedene Hochschulforscher haben versucht, diese Themenvielfalt zu kategorisieren. Der Begründer der deutschsprachigen Hochschulforschung Ulrich Teichler unterscheidet vier Wissensbereiche:
- Quantitativ-strukturelle Aspekte: zum Beispiel Zulassung, Hochschulbildung im Eliten- bzw. Massensystem, Mobilität, Diversifizierung und die Beziehungen zwischen Hochschule und Beschäftigungssystem. In diesem Bereich finden sich hauptsächlich Hochschulforscher, die ursprünglich der Ökonomie und der Soziologie entstammen.
- Wissens- und fachbezogene Aspekte: zum Beispiel Disziplinarität versus Interdisziplinarität, Studium Generale, akademische versus professionelle Betonung der Hochschulbildung, Erwerb und Verwendung von Wissen, Beziehungen zwischen Lehre und Forschung und Curriculumentwicklung. Herkunftsdisziplinen der hier tätigen Forscher sind häufig Pädagogik, Wissenschaftshistorik und Wissenschaftssoziologie.
- Personen- oder lehr- und lernbezogene Aspekte: zum Beispiel Kommunikation, fachliche und psychologische Beratung, Lehr- und Lernstile, Studierende und Lehrende. Schlüsseldisziplinen sind hier in der Regel die Pädagogik, Psychologie aber auch Soziologie.
- Institution, Organisation und Governance: zum Beispiel Planung, Administration, Management, Entscheidungsprozesse, Finanzierung, Ressourcenallokation. Juristen, Politik- und Verwaltungswissenschaftler sowie Ökonomen, Organisationssoziologen sowie Betriebswirte findet man häufig in diesem Feld der Hochschulforschung.

## Hochschulforschung zwischen Forschung, Praxis und Politik
Eine wichtige Entscheidung über die Art und Weise wie Hochschulforschung betrieben wird, ist die Unterscheidung nach dem Zweck der Forschung: Ob sie für die Forschung, Politik (-beratung) oder Praxis betrieben wird:
- Die forschungsbasierte Hochschulforschung findet man in der Regel in Forschungsinstitutionen, Fachbereichen und Lehrstühlen. Charakteristisch ist die Theorie- und Methodenorientierung.
- Die politikbezogene Hochschulforschung bereitet Informationen und Studien für politische Entscheidungen vor bzw. mit dem Ziel den Erfolg und Wirkungen bestimmter politischer Entscheidungen, Reformen, Förderprogramme zu analysieren.
- Die praxisbezogene Hochschulforschung hat einen gewissen Überschneidungsgrad zur politikbezogenen Hochschulforschung als das sie Informationen für Entscheidungen zusammenstellt, die für die Strategie- und Politikgestaltung wichtig sind. (Kehm 2005)

Bei Hochschulforschung handelt es sich im Allgemeinen um ein eher praxisnahes wissenschaftliches Feld. Demnach sind die drei vorangestellten Unterscheidungskategorien in der Umsetzung relativ eng beieinander, oder um es mit den Worten von Ulrich Teichler zu sagen: „Es gibt wohl kein anderes Forschungsgebiet, in dem die Laien – die in diesem Falle auch die Praktischen Entscheidungsträger sind – den Gegenstand in einer kognitiv so komplexen Weise bearbeiten können, dass der Vorsprung durch Systematik der Analyse und Größe der Objektkenntnis seitens der Forschung geringer erscheint.“ (Teichler 1994, 169) Von einer Exklusivität auch nur eines der drei Bereiche kann demnach nicht gesprochen werden. 
Besonders schwerwiegend wird dieser Aspekt, wenn es darum geht, aktuellen Entwicklungen einen analytischen Rahmen zu verpassen oder prognostische Szenarien zu entwerfen. Das zeigt sich vor allem am prekären (Nicht-)Zusammenhang (Pasternack 2006, 105) von Ergebnissen der Hochschulforschung und Hochschulentwicklung. Die Begründung mag verwirrend erscheinen: Einerseits verhindert die relativ überschaubare Anzahl an Institutionen (siehe unten) eine vielschichtige Auseinandersetzung mit dem Thema Hochschule als Ganzes. Andererseits zwingt die vorhandene Konkurrenz im überschaubaren Arbeitsfeld zu Konzessionen bei Anspruch, Fokus und Wirkungsmacht. Für Auftragsarbeiten und Studien zu überschaubaren, rückblickenden oder resümierenden Themen ist das verschmerzbar, für eine wissenschaftsgestützte Entwicklung der Hochschule jedoch nicht.

## Hochschulforschung als Studienfach
Studiengänge im Bereich der Hochschulforschung und -managements sind in Deutschland und Europa im Gegensatz zu den USA noch sehr jung. Seit Ende der 1990er Jahre wurden in Deutschland einige Studiengänge eingerichtet. Der zunehmende Bedarf an professionell ausgebildeten Hochschulmanagern hat diese Professionalisierung der Hochschulforschung vorangetrieben. 
Zurzeit gibt es in Deutschland mindestens 5 Hochschulen mit Studienangeboten im Bereich der Hochschulforschung und des Hochschul/Bildungsmanagements. Alle Studiengänge werden ausschließlich auf Masterniveau angeboten und sind mit Ausnahme der Studiengänge an der Humboldt-Universität Berlin und der Universität Hannover als berufsbegleitender Weiterbildungsstudiengang ausgerichtet.
- Hochschule Osnabrück: MBA Hochschul- und Wissenschaftsmanagement (zweijährige Berufserfahrung vorausgesetzt)
- Humboldt-Universität zu Berlin: Master of Arts Wissenschaftsforschung (Schwerpunkt Forschungsevaluation)
- Universität Hamburg: Master of Higher Education (Hochschuldidaktische Ausrichtung)
- Universität Hannover: Masterstudiengang Wissenschaft und Gesellschaft (konsekutiver, forschungsorientierter und interdisziplinärer Masterstudiengang)
- Universität Oldenburg: MBA in Bildungs- und Wissenschaftsmanagement (Berufsbegleitender Studiengang mit dem Schwerpunkt Hochschul- und Wissenschaftsmanagement, Berufserfahrung vorausgesetzt)
- Deutsche Universität für Verwaltungswissenschaften Speyer: Master of Public Administration Wissenschaftsmanagement (Berufsbegleitend, Berufserfahrung vorausgesetzt)

Weitere einschlägige Studiengänge in Europa sind:
- University of Bath (UK): Higher Education Management
- University of Twente (NL): Educational Science and Technology
- Universität Oslo (NO): Master in Higher Education
- University of London (UK): Higher Education Management
- Universität für Weiterbildung Krems und Universität Klagenfurt (AU): Higher Education Management
- Universität für Weiterbildung Krems (Koordinator des internationalen Konsortiums), Hochschule Osnabrück, Universität Tampere, Pädagogische Universität Peking: MARIHE – Master in Research and Innovation in Higher Education (Erasmus+ Joint Master Degree)

## Forschungsinstitutionen der Hochschulforschung in Deutschland
Obwohl die institutionelle Basis der Hochschulforschung in Deutschland noch recht klein ist, gibt es doch eine Reihe von Forschungsinstitutionen – an und außerhalb von Hochschulen – im deutschsprachigen Raum, die sich mit Hochschulforschung, Hochschuldidaktik oder Hochschulmanagement beschäftigen:

### Hochschul- und Bildungsforschungseinrichtungen
- AG Hochschulforschung an der Universität Konstanz
- Bundesinstitut für Berufsbildung (BIBB)
- Centrum für Hochschulentwicklung (CHE)
- Department für Weiterbildungsforschung und Bildungsmanagement, Donau-Universität Krems
- Deutsches Zentrum für Hochschul- und Wissenschaftsforschung (DZHW) in Hannover, ehemals HIS-Institut für Hochschulforschung (HIS-HF) der HIS Hochschul-Informations-System GmbH
- Abteilung Hochschulforschung (HU Berlin)
- Institut für Hochschulforschung Halle-Wittenberg (HoF)
- Bayerisches Staatsinstitut für Hochschulforschung und Hochschulplanung (IHF), München
- Institut für Wissenschafts- und Technikforschung (IWT)
- Institut für Universitätsrecht und Universitätsmanagement
- International Centre for Higher Education Research an der Universität Kassel
- Institut für Schul- und Hochschulforschung der Universität Lüneburg
- Institut für Forschungsinformation und Qualitätssicherung (iFQ)
- Zentrum für Bildungs- und Hochschulforschung (ZBH) Johannes Gutenberg-Universität Mainz
- Zentrum für HochschulBildung der Technischen Universität Dortmund (zhb)
- Leibniz Center for Science and Society (LCSS, Universität Hannover)[1]

### Hochschuldidaktische Zentren in Deutschland
- Zentrum für Lern- und Wissensmanagement der RWTH Aachen University
- Interdisziplinäres Zentrum für Hochschuldidaktik der Universität Bielefeld
- Arbeitsgemeinschaft für Hochschuldidaktik (AHD)
- Arbeitsstelle hochschuldidaktische Fortbildung und Beratung der Freien Universität Berlin
- Hochschuldidaktisches Zentrum, Technische Universität Dortmund
- Hochschuldidaktisches Zentrum der Universität Essen
- Hamburger Zentrum für Universitäres Lehren und Lernen, ehemals: Interdisziplinäres Zentrum für Hochschuldidaktik Hamburg
- Zentrum für Hochschulforschung und Qualitätssicherung (ZHQ), Universität der Bundeswehr Hamburg
- Hochschuldidaktikzentrum der Universitäten des Landes Baden-Württemberg (HDZ)
- Zentrum für Hochschuldidaktik der bayrischen Fachhochschulen
- Kompetenzzentrum Hochschuldidaktik für Niedersachsen an der TU Braunschweig
- Hochschuldidaktisches Netzwerk Mittelhessen (HDM)
- Hochschuldidaktisches Zentrum Sachsen (HDS)
- Hochschulevaluierungsverbund Süd-West

## Fachvereinigungen
In Deutschland ist die Gesellschaft für Hochschulforschung (GfHf) noch sehr jung. Sie hat sich auf Initiative der sechs führenden Forschungsinstitutionen auf der ersten Tagung der Gesellschaft im Mai 2006 in Kassel gegründet.
Älter ist das internationale Consortium of Higher Education Researchers. Es wurde 1988 auf seiner ersten Konferenz in Kassel gegründet. Das Ziel dieses internationalen Netzwerks ist neben dem Austausch, die Weiterentwicklung der theoretischen Basis der Hochschulforschung, internationale Forschungskooperationen und die regelmäßige Veranstaltung von Tagungen.